# François Lanno

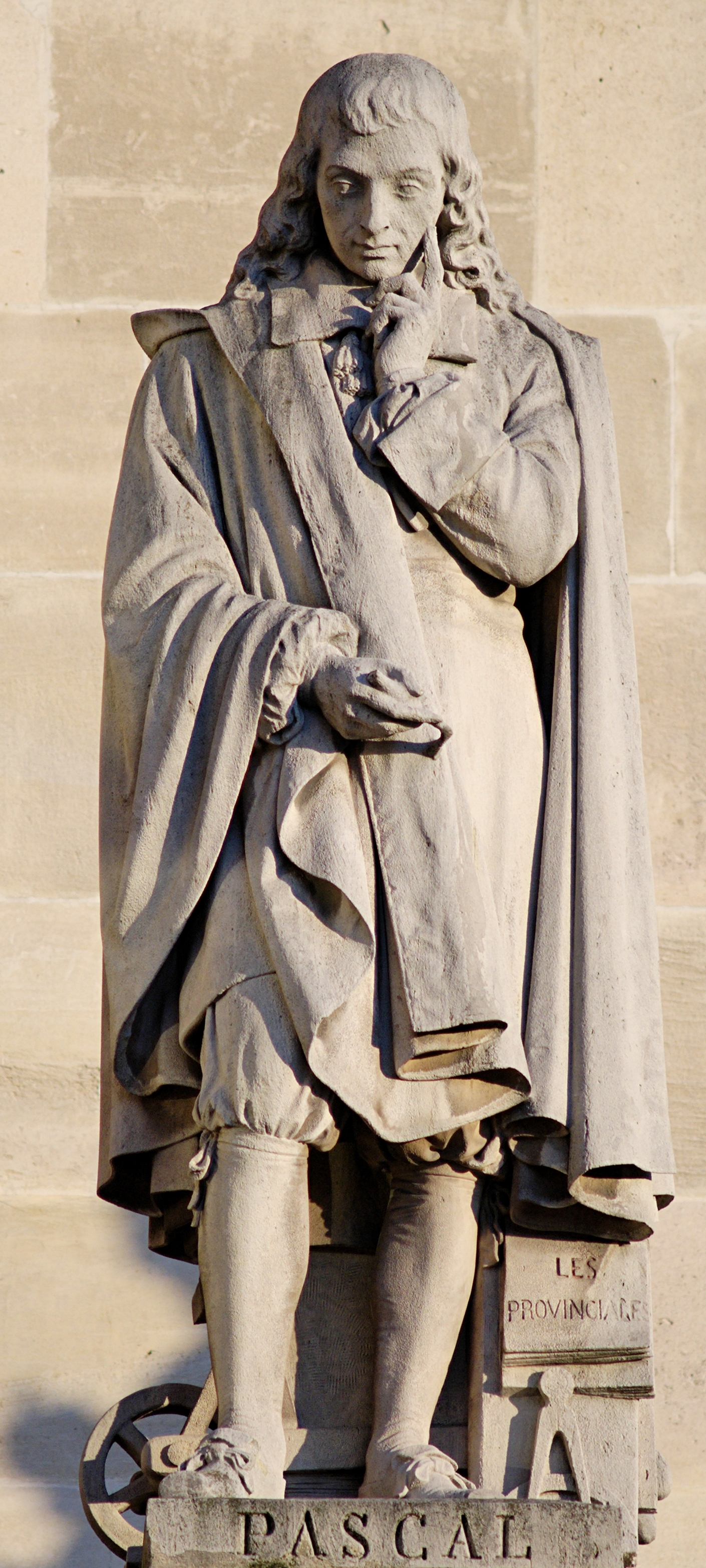
Retrato de Blaise Pascal, cour Napoléon del Palacio del Louvre.

François Gaspard Aimé Lanno  llamado François Lanno, nacido en 16 de febrero de 1800 en Rennes en Ille-et-Vilaine y fallecido en 5 de septiembre de 1871 en Beaumont-du-Gâtinais en Seine-et-Marne, es un escultor francés del siglo XIX.

## Biografía
Alumno de Lemot y de Pierre Cartellier, François Lanno obtiene junto a Jean-Louis Jaley el Prix de Rome de escultura en 1827 con el bajo relieve Mucius Scævola devant Porsena.
Entre 1844 y 1847 se construyó la Fuente de la plaza San Sulpicio. El proyecto fue edificado por el arquitecto Louis Visconti (1791–1853). Como escultores participaron Jean-Jacques Feuchère, François Lanno, Louis Desprez y Jacques-Auguste Fauginet, realizando cada uno de ellos respectivamente, la figura de los obispos Jacques-Bénigne Bossuet (al norte) , Fénelon (al oeste), Esprit Fléchier (al este) y Jean-Baptiste Massillon (al sur) .

## Obras
- Camille rompant le traité avec Brennus,  bajorrelieve, escayola, en la Escuela de Bellas Artes de París, 1827
- Mucius Scævola devant Porsenna (Cayo Mucio Escevola frente a Porsena), bajo relieve en escayola, en la Escuela de Bellas Artes de París, 1827
- Joven Mercurio,  figura en bulto redondo, mármol, en la Escuela de Bellas Artes de París, 1829
- Fénelon, estatua, piedra, París, fuente de los oradores sagrados, plaza Saint-Sulpice
- La Récolte des fruits,  estatua mayor que el natural, bronce, Paris, fuente dedicada a las divinidades fluviales, plaza de La Concordia, al norte, lado de la rue Royale
- Retrato de Nicolas Poussin  y Retrato de Eustache Le Sueur , medallones, mármol, Paris, École nationale supérieure des beaux-arts, fachada del Palais des Études
- Retrato de Guillaume Gouffier, señor de Bonnivet, almirante de Francia (fallecido en 1525) (1838), busto, escayola, Versailles, châteaux de Versailles et de Trianon
- Apollon et les neuf Muses (Apolo y las nueve musas)(1835), diez estatuas más grandes que el natural, sobre el ático de la fachada del  teatro de Rennes; los estudios, en yeso, previos a la realización de estas estatuas se encuentran en el museo de Rennes.[1]
- Retrato de Blaise Pascal, estatua, piedra, cour Napoléon del Palacio del Louvre.
- Retrato de Esprit Fléchier, estatua, piedra, cour Napoléon del Palacio del Louvre.

## Recursos
- Pierre Kjellberg, Le Nouveau guide des statues de Paris, La Bibliothèque des Arts, París, 1988.
- Emmanuel Schwartz, Les Sculptures de l'École des Beaux-Arts de Paris. Histoire, doctrines, catalogue, École nationale supérieure des Beaux-Arts, París, 2003.